# Hong Jeong-nam
Hong Jeong-nam (kor. 홍정남; * 21. Mai 1988 in Jeju-si) ist ein ehemaliger südkoreanischer Fußballspieler.

## Karriere
Hong Jeong-nam erlernte das Fußballspielen in den Schulmannschaften der Oedo Elementary School, Jeju Jungang Middle School und der Jeju Commercial High School. Seinen ersten Vertrag unterschrieb er am 1. Januar 2007 beim Jeonbuk Hyundai Motors. Das Fußballfranchise aus Jeonju spielte in der ersten südkoreanischen Liga. Von April 2013 bis Januar 2015 stand er beim Sangju Sangmu FC in Sangju unter Vertrag. Zu den Spielern des Vereins zählen südkoreanische Profifußballer, die ihren zweijährigen Militärdienst ableisten. 2013 wurde er mit dem Zweitligisten Meister der Liga und stieg in die erste Liga auf. Für Sangju stand er 16-mal im Tor. Nach dem Militärdienst kehrte er zu Jeonbuk zurück. Mit Jeonbuk wurde er siebenmal südkoreanischer Meister, davon jedoch vier Spielzeiten ohne eigenen Einsatz. 2016 feierte er zwar mit Jeonbuk den Sieg in der AFC Champions League, jedoch kam er auch dabei zu keinem Einsatz. Im Januar 2021 wurde sein Vertrag nicht verlängert. Von Januar 2021 bis Mai 2021 war er vertrags- und vereinslos. Über den unterklassigen Verein Incheon Hon wechselte er im Januar 2022 nach Indonesien, wo er einen Vertrag beim Erstligisten Madura United unterschrieb. Nach sechs Monaten verließ er den Verein wieder und beendete dann im Oktober 2022 seine aktive Karriere.

## Erfolge
Jeonbuk Hyundai Motors
- Südkoreanischer Meister: 2015, 2017, 2018